# 139th Airlift Wing

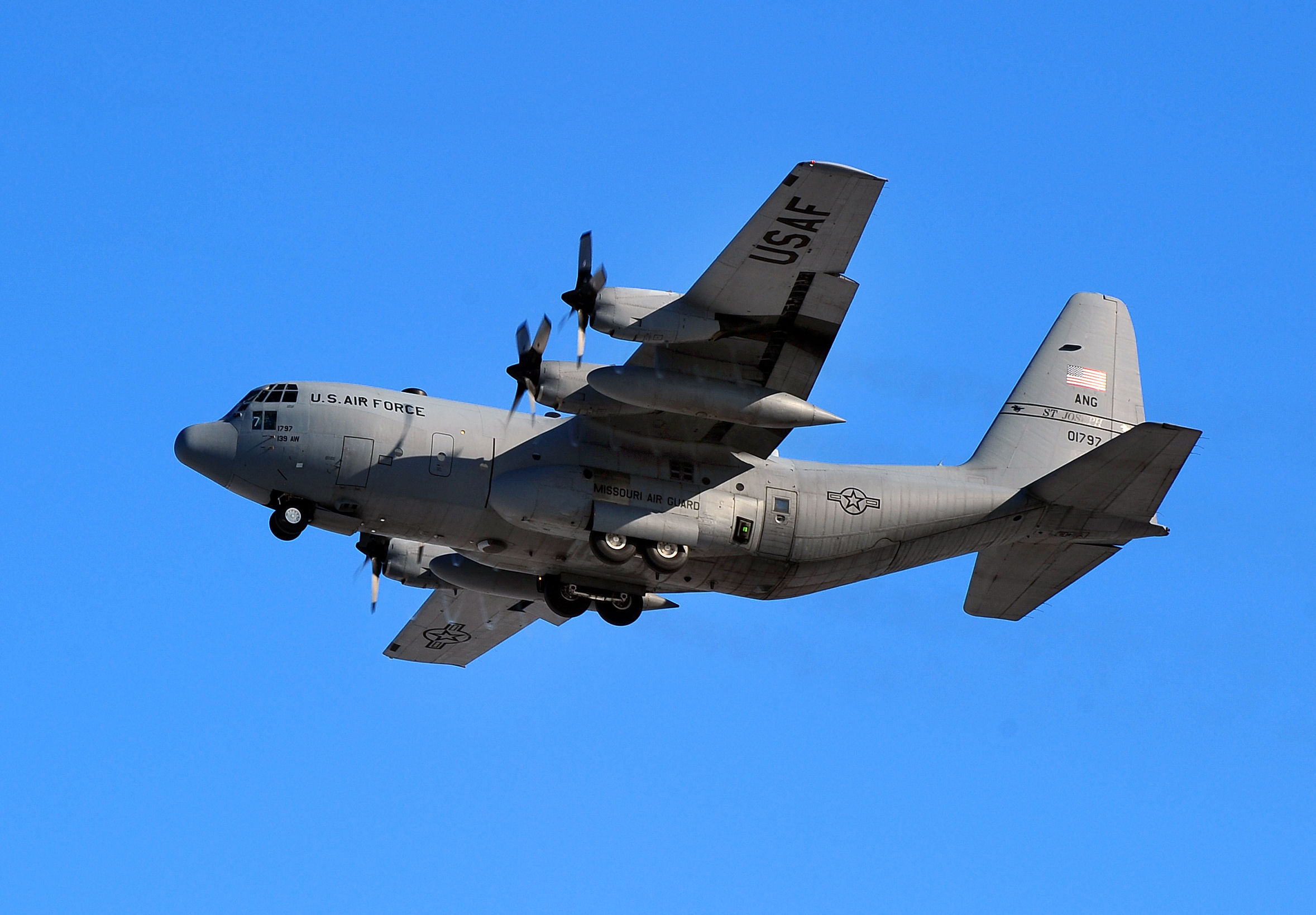
C-130H dello Stormo

Il 139th Airlift Wing è uno Stormo da trasporto della Missouri Air National Guard. Riporta direttamente all'Air Mobility Command quando attivato per il servizio federale. Il suo quartier generale è situato presso la Rosecrans Air National Guard Base, Missouri.

## Organizzazione
Attualmente, al settembre 2017, esso controlla:
- 139th Operations Group
  - 139th Operations Support Flight
  -  180th Airlift Squadron - Equipaggiato con C-130H
  - 241st Air Traffic Control Squadron
- 139th Maintenance Group
  - 139th Aircraft Maintenance Squadron
  - 139th Maintenance Operations Flight
  - 139th Maintenance Squadron
  - 139th Equipment Maintenance Flight
- 139th Mission Support Group
  - 139th Force Support Squadron
  - 139th Services Flight
  - 139th Communications Flight
  - 139th Security Forces Squadron
  - 139th Civil Engineer Squadron
  - 139th Environmental Management
  - 139th Fire Emergency Services
  - 139th Contracting Office
  - 139th Logistics Readiness Squadron
- 139th Medical Group
  - Medical/Health Systems Management
  - Dentistry
  - Bioenvironmental
  - Public Health
  - Aerospace Medical Services
  - Homeland Response Force